# Belagerung von Bastogne
Auftakt

Kesternich – Wahlerscheid
Deutscher Angriff

Losheimergraben – Clervaux – Stößer – Greif

Alliierte Verteidigung und Gegenangriff

Elsenborn Rücken – St. Vith – Bastogne – Bure
Deutscher Gegenangriff

Bodenplatte – Nordwind
Kriegsverbrechen

Malmedy – Wereth – Chenogne
Die Belagerung von Bastogne fand im Dezember 1944 statt und war ein Teil der Ardennenoffensive, der vorletzten Offensive der Wehrmacht im Zweiten Weltkrieg. Diese begann am 16. Dezember 1944; ihr Ziel war es, den Hafen von Antwerpen zu erreichen. Um dorthin zu gelangen, bevor die Alliierten ihre Truppen reorganisieren und ihre Luftüberlegenheit einsetzen konnten, mussten die deutschen Panzertruppen die Straßen  Ostbelgiens in ihren Besitz bringen. Da alle sieben Hauptstraßen durch die Ardennen in Bastogne zusammenlaufen, war es für die deutsche Offensive essentiell, diesen Verkehrsknotenpunkt unter Kontrolle zu bekommen bzw. zu halten. Die Wehrmacht belagerte Bastogne vom 20. bis zum 27. Dezember, bis die eingekesselten US-Streitkräfte von den Spitzen der 3. US-Armee unter General George S. Patton befreit wurden.

## Vorgeschichte
Nach der erfolgreichen Landung in der Normandie (D-Day 6. Juni 1944) und dem Ausbruch aus der Halbinsel Cotentin Ende Juli waren die Alliierten zügig vorangekommen. Unter anderem hatte am 25. August 1944 der deutsche Stadtkommandant von Paris fast kampflos kapituliert. Durch den raschen Vormarsch wurde die Versorgung der Truppen immer schwieriger. Der Hafen von Antwerpen war Anfang September von der britischen 2. Armee besetzt worden. Weil Antwerpen im Hinterland der Scheldemündung, etwa 80 Kilometer von der Küste entfernt liegt, wurde eine Nutzung erst möglich, nachdem es gelungen war, die starken deutschen Artilleriestellungen auf der vorgelagerten Insel Walcheren auszuschalten. Dies geschah vom 2. Oktober bis zum 8. November 1944 in der blutigen Schlacht an der Scheldemündung. Danach musste der Fluss noch mühsam von den dort gelegten Seeminen geräumt werden. Am 28. November fuhr der erste Konvoi in den Hafen ein. Damit entfiel für die Alliierten die Notwendigkeit, insbesondere Betriebsstoff viele hundert Kilometer an die Front zu bringen (siehe z. B. Red Ball Express); die frontnahe Versorgungsbasis Antwerpen würde den Stoß nach Deutschland hinein erheblich erleichtern. Die Deutschen hofften, durch die Rückeroberung des Hafens den alliierten Nachschub massiv zu verringern.
Am 21. Oktober 1944 war Aachen als erste deutsche Großstadt gefallen. Adolf Hitler entwarf den Plan, die Front in Belgien zu attackieren; 55 Divisionen sollten einen Überraschungsangriff durch die winterlichen Ardennen vorantreiben, die Maas überschreiten und Antwerpen zurückerobern. Obwohl der Oberbefehlshaber West, GFM Gerd von Rundstedt, und dessen Stabschef Generalleutnant Westphal sowie die Führung der Heeresgruppe B unter Walter Model erhebliche Zweifel äußerten, wurde der Plan nicht aufgegeben und als Starttermin der 16. Dezember festgelegt.
Die alliierten Kommandeure hielten die Ardennen für ungeeignet für einen größeren deutschen Angriff, vor allem aufgrund des Geländes. Zudem meldeten Berichte der Aufklärung, die in diesem Gebiet stationierten deutschen Divisionen seien schwach. In den Wochen vor dem 16. Dezember hatte kein Kommandeur Grund zu der Annahme, dass eine Offensive bevorstehen könne.

## Deutscher Angriff

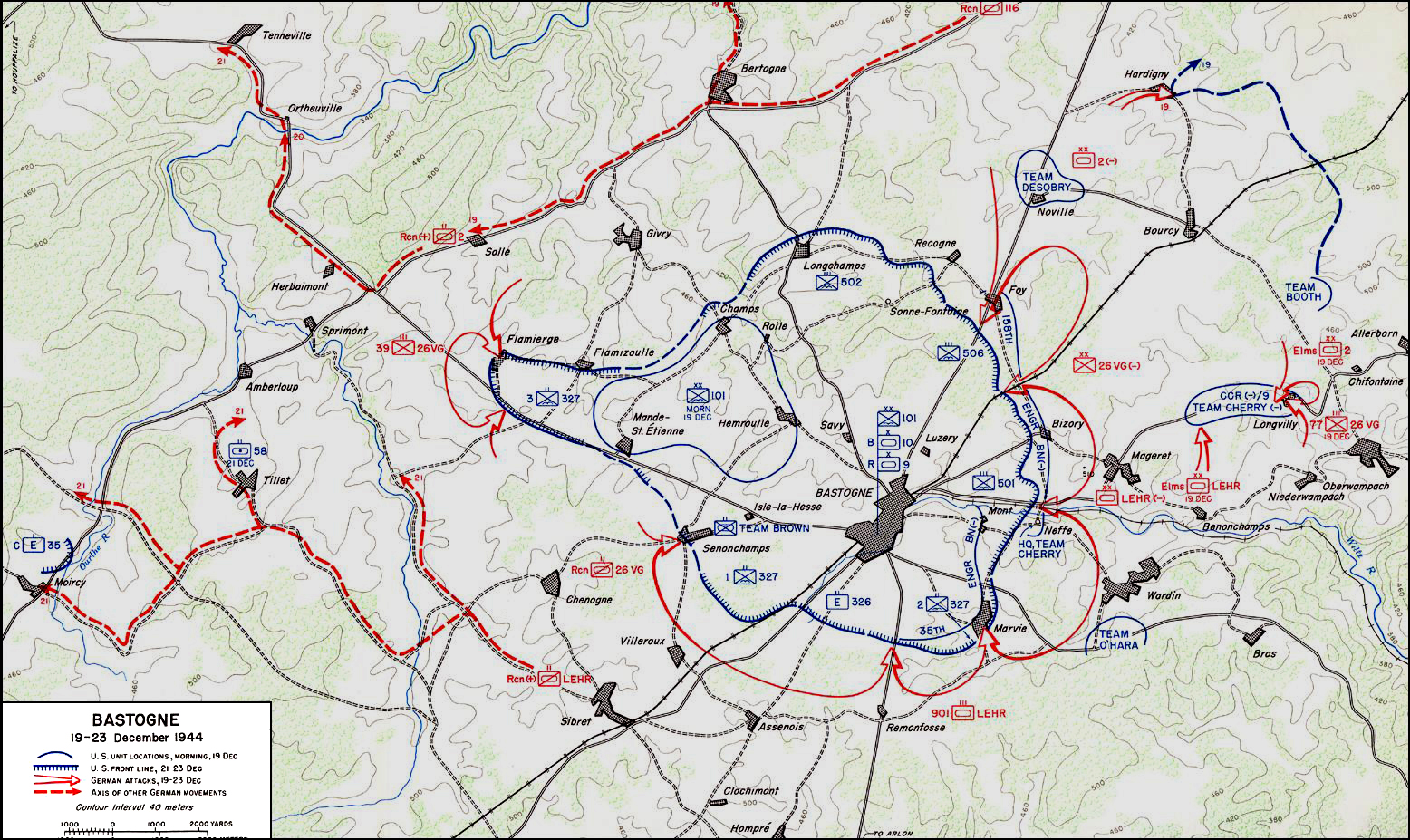
Karte des US Army Center for Military History, 19. bis 23. Dezember 1944

Obwohl es in den Wochen vor dem Angriff bedrohliche Anzeichen gegeben hatte, wurde die im Angriffsraum liegende 1. US-Armee durch die deutsche Ardennenoffensive völlig überrascht. Bastogne, ein wichtiger Straßen-Knotenpunkt, wurde vor allem von der 28. US-Infanteriedivision (Generalleutnant Cota) verteidigt. Diese stand seit dem 22. Juli pausenlos im Kampf und wurde dann in dieses relativ ruhige Gebiet abkommandiert. Die deutsche 5. Panzerarmee unter General Hasso von Manteuffel bildete neben der nördlicher stehenden 6. Panzerarmee die Mitte der deutschen Angriffstruppen. Das am linken Flügel im Anschluss zur 7. Armee angesetzte XXXXVII. Panzerkorps unter General von Lüttwitz hatte den Auftrag, Bastogne zu erobern und die Maas nahe Namur zu überqueren. General von Lüttwitz plante, auf einem 11 km breiten Frontabschnitt mit drei Divisionen anzugreifen: Die 26. Volksgrenadier-Division und die 2. Panzer-Division sollten den Angriff führen; die Panzer-Lehr-Division folgte dahinter als Reserve nach. Auf der gegnerischen Seite standen zwei Bataillone des 110. US-Infanterieregiments (das dritte war Divisionsreserve), verantwortlich für einen 14 km langen Frontabschnitt am Fluss Our.
Am Abend des 15. Dezember stellte die deutsche 26. Volksgrenadierdivision (Generalmajor Kokott) eine Linie von Außenposten am Westufer der Our, was sie routinemäßig während der Nachtstunden taten. Um 3:00 Uhr morgens begannen sie, Männer und Ausrüstung nahe der amerikanischen Stellungen über die Our zu setzen. Um 5:30 Uhr begann deutsche Artillerie, amerikanische Positionen zu beschießen und zerstörte Telefonleitungen, als die Infanterie vorrückte. Aufgrund ihrer Überzahl kamen sie schnell voran. In Weiler-lès-Putscheid konnte eine US-Kompanie, unterstützt von einigen Mörsern und Pak-Geschützen, bis zum Einbruch der Nacht gegen wiederholte Angriffe von deutschen Bataillonen standhalten. Der deutsche Plan, die Clerve noch am Abend des ersten Angriffstages zu überqueren, konnte dadurch um zwei Tage verzögert werden. Die Alliierten waren in kleinen Gruppen auf größere Dörfer verteilt und besetzten tagsüber Posten an der Our. Weil sie zu wenige waren, um eine gleichmäßig besetzte Frontlinie zu bilden, richteten sie ihr Hauptaugenmerk auf die vier Straßen, die die Our überquerten. Weil es vor dem deutschen Vorrücken stark regnete, war nur die nördlichste der vier vorhandenen Straßen (heute Bundesstraße 410) in hinreichendem Zustand, um für den Übergang genutzt zu werden. Sie überquert die Our bei Dasburg und führt dann nach Clervaux und Bastogne. Die 2. Panzer-Division (Generalmajor von Lauchert) hatte den Auftrag, den Fluss zu überqueren; die 26. Volksgrenadier-Division sollte eine Brücke bei Gemünd bauen und dann dort übergehen. Von Lüttwitz wusste um die Bedeutung der Straßen rund um Bastogne und dass die Stadt eingenommen werden musste, bevor sein Korps weiter westwärts vorstoßen konnte. Darum befahl er der Panzer-Lehr-Division (General Bayerlein), nach Bastogne vorzustoßen, sobald seine anderen Truppen die Clerve überschritten hatten.
Am Morgen des 18. Dezember hatten Manteuffels Truppen die gegnerische Front südlich von St. Vith durchbrochen, die Panzer-Lehr-Division stieß zügig nach Bastogne durch. In der Nacht trafen die 101. US-Luftlandedivision und Teile der 10. US-Panzerdivision noch vor Ankunft der deutschen Truppen in der Stadt ein. Das '705th Tank Destroyer Battalion', das 60 Meilen südlich von Bastogne in Reserve lag, wurde ebenfalls nach Bastogne kommandiert, um die Panzerabwehr der 101. US-Luftlande-Division zu verstärken.
Am 19. Dezember wurde das Kommando der 28. US-Infanteriedivision von Bastogne nach Wiltz verlegt, einem Ort südöstlich von Bastogne.
Das 44. US-Pionier-Bataillon wurde nördlich von Bastogne aufgestellt. Es wurde bald von deutschen Truppen angegriffen, zog sich nach Bastogne zurück und sprengte beim Rückzug eine Brücke. Die etwa 500 Mann hielten bis zum Abend durch; als ihre Positionen unhaltbar wurden, zogen sie sich Richtung Westen zurück. Das 110. US-Infanterie-Regiment war nicht mehr kampffähig. 

### Alliierte Gegenmaßnahmen
Am Ende des zweiten Gefechtstages wurde offenbar, dass die 28. US-Infanteriedivision kurz vor dem Zusammenbruch stand. Generalmajor Troy H. Middleton, Kommandeur des VIII. US-Korps, befahl einen Teil seiner gepanzerten Reserve – Combat Command B der 10. US-Panzer-Division – nach Bastogne. Das CCB unter Colonel William L. Roberts bestand aus
- dem 3rd Tank Battalion,
- dem 20th Armored Infantry Battalion,
- der C Company des 21st Tank Battalion,
- der B Company des 54th Armored Infantry Battalion,
- der C Company des 609th Tank Destroyer Battalion,
- dem 420th Armored Field Artillery Battalion und
- drei Kompanien Unterstützungstruppen.

General Dwight D. Eisenhower befahl die SHAEF-Reserve an die Front. Sie bestand aus der 82. US-Luftlandedivision  und der 101. US-Luftlandedivision in Reims.
Es waren kampferfahrene Truppen; nach zwei Monaten Kämpfen bei der Operation Market Garden hatten sie Pause. Beide Divisionen wurden am Abend des 17. Dezember alarmiert und begannen, Transportmittel für den Vormarsch zu arrangieren. Die 82. US-Luftlandedivision (General Gavin), die schon länger in Reserve stand und besser ausgerüstet war, marschierte als erste ab. Die 101. US-Luftlandedivision (General McAuliffe) verließ Camp Mourmelon am Nachmittag des 18. Dezember.

Große Teile des Konvois wurden von Schneeregen behindert. Zu einem Zeitpunkt erstreckte sich die Marschkolonne von Bouillon in Belgien zurück bis nach Reims, also über 120 km. Die 101. US-Luftlandedivision marschierte direkt auf Bastogne zu, während die 82. US-Luftlandedivision weiter nördlich versuchte, den Vormarsch der deutschen Kampfgruppe Peiper über Werbomont im Raum Stavelot zu stoppen.

Major William R. Desobry, Kommandeur des 20. Panzergrenadierbataillons der 10. US-Panzerdivision, konnte am 19. Dezember den Vormarsch der deutschen 2. Panzer-Division bei Noville-lez-Bastogne verzögern. Der rechte Flügel von Manteuffels Truppen nahm nördlich davon Houffalize ein; am linken Flügel besetzte die Panzer-Lehr-Division Wiltz und rollte weiter auf St. Hubert vor. Die Einkesselung von Bastogne zeichnete sich ab.

## Belagerung

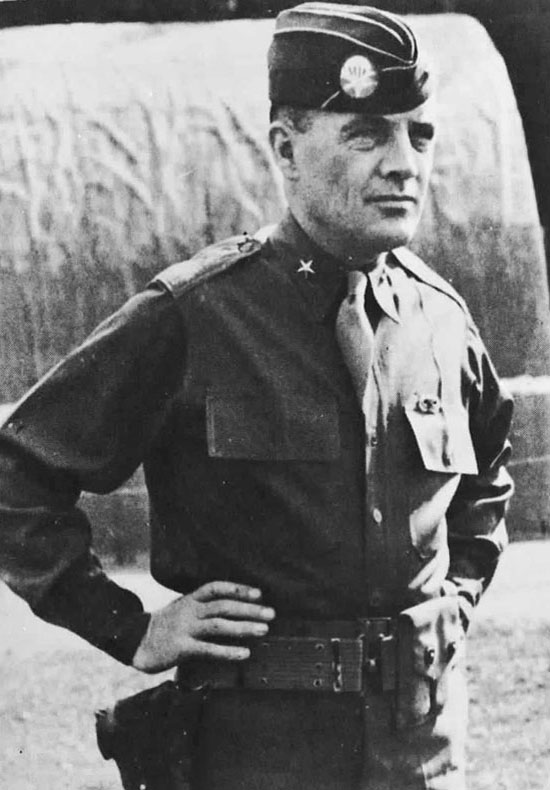
Brigadiergeneral McAuliffe

McAuliffe und seine Verbände wurden am 20. Dezember in Bastogne von deutschen Truppen eingekesselt. Im Kessel verteidigten neben dem 'Combat Command B' der 10. US-Panzer-Division folgende Formationen:
- 501st Parachute Infantry Regiment (Col. Julian J. Ewell)
- 506th Parachute Infantry Regiment (Col. Robert F. Sink)
- 502nd Parachute Infantry Regiment (Lt. Col. Patrick F. Cassidy)
- 327th Glider Infantry (Col. Joseph H. Harper)
- 705th Tank Destroyer Battalion (Lt. Col. Andrew D. Bruce)
- 333rd Field Artillery Battalion

General Eisenhower ordnete an, dass General George S. Patton mit seiner 3. US-Armee, die im Süden vor dem Saarland stand, einen Linksschwenk nach Norden vornehmen sollte, um die vorstoßenden deutschen Truppen an ihrer südlichen Flanke anzugreifen. Ab 19. Dezember wurde die 4. US-Panzerdivision (Maj. Gen. John S. Wood) dem III. Corps unterstellt und musste zum neuen Einsatzgebiet mehr als 250 Kilometer zurücklegen.
Am 22. Dezember wurde die amerikanische Garnison durch General Lüttwitz zur Kapitulation aufgefordert. McAuliffe erste mündliche Reaktion darauf soll gewesen sein: „Aww, nuts“. Die offizielle Antwort lautete: „To the German Commander, 'NUTS!' The American Commander.“(NUTS! dt. „Quatsch!“) und wurde vom Kommandeur des 327. US-Gleiterinfanterieregiments, Colonel Joseph H. Harper übergeben. Harper musste ihnen dabei erklären, ob das Wort positiv oder negativ gemeint war, und umschrieb es mit go to hell („geht zur Hölle“). McAuliffe ergab sich nicht und konnte Bastogne halten, bis die 3. US-Armee vom Südwesten her Entsatz brachte.
Am gleichen Tag griffen Kampfgruppen der 4. US-Panzer-Division aus der Linie Léglise – Arlon in Richtung Martelange an, um den deutschen Belagerungsring um die Stadt zu sprengen. Obwohl zwischen Bastogne und dem Ausgangspunkt des Entsatzversuches nur wenige Kilometer lagen, brauchte die 4. US-Panzerdivision noch bis zum 26. Dezember, um einen Korridor zu den eingeschlossenen Truppen in Bastogne zu öffnen. Durch Pattons Eingreifen und eine Wetterbesserung konnten McAuliffe und seine Truppen aus Bastogne befreit werden. Die Verbindung zur 101. US-Luftlande-Division wurde am 27. Dezember über einen schmalen Korridor wiederhergestellt und die Verwundeten nach hinten evakuiert. An der Spitze der durchgebrochenen Truppen stand das 37. Panzer-Bataillon der 4. US-Panzer-Division unter Lieutenant-Colonel Creighton Abrams. Auch General Maxwell D. Taylor erreichte mit der 4. US-Panzerdivision Bastogne und übernahm das Kommando. Die 101. US-Luftlandedivision hatte Gesamtverluste von 105 Offizieren und 1.536 Mann, die Kampfgruppe B der 10. US-Panzerdivision verlor ungefähr 25 Offiziere und 478 Mann.
Nachdem die Maas-Linie bei Dinant nicht erreicht werden konnte, versuchte General Manteuffel die Genehmigung für den allgemeinen Rückzug der 5. Panzerarmee zu erhalten, doch Hitler untersagte jeden Schritt nach rückwärts und befahl die Fortführung der Offensive. Deutsche Reserven erreichten nach und nach Bastogne, mit dem Auftrag, die Stadt erneut von Südosten her einzuschließen und doch noch zu nehmen. Die Absicht scheiterte, Bastogne blieb bis zum Beginn der amerikanischen Gegenoffensive Anfang Januar Brennpunkt schwerer Kämpfe. Am 8. Januar 1945 konnte Hitler nicht länger leugnen, dass die meisten seiner übriggebliebenen Panzer eingeschlossen zu werden drohten, und ermächtigte Generalfeldmarschall Model, den Raum westlich von Houffalize aufzugeben.

## Soldatenfriedhöfe und Gedenkstätten
Das Mardasson-Denkmal wurde 1950 drei Kilometer nordöstlich vom Zentrum von Bastogne errichtet. Es erinnert an die 76.890 amerikanischen Soldaten, die bei der Ardennenoffensive verwundet, getötet oder vermisst ('casualties') wurden. Die Straße vom Zentrum zum Denkmal heißt 'Straße der Befreiung'. Außerdem besteht der amerikanische Soldatenfriedhof Henri-Chapelle American Cemetery and Memorial.
In Recogne, sechs Kilometer nördlich von Bastogne, gibt es einen Soldatenfriedhof, hier liegen 6.807 deutsche Kriegstote. Ursprünglich lagen dort auch etwa 2700 US-Soldaten, die in der Gegend gefallen waren, diese wurden jedoch im Sommer 1948 auf den Henri-Chapelle American Cemetery and Memorial-Friedhof umgebettet.
Auch in Lommel gibt es einen deutschen Soldatenfriedhof.

## Sonstiges
Die Belagerung von Bastogne ist auch Thema des Spielfilms Kesselschlacht (1949) und des Dokumentarfilms The War von Ken Burns (Episode Eine Geisterfront) sowie des 6. Teils der Serie Band of Brothers – Wir waren wie Brüder „Bastogne“.
Die Musikgruppe Crippled Black Phoenix beschreibt das Geschehen in ihrem 2010 veröffentlichten Lied Bastogne Blues, wobei auch das Massaker im 60 Kilometer entfernten Malmedy erwähnt wird.
Das Lied beginnt mit einem Monolog des Kriegsveteranen Joseph Robertson aus dem Kurzfilm Germans in the Woods (2008).

## Galerie

Karte der Truppenbewegungen während der Ardennenoffensive. Bastogne liegt etwa in der Mitte der Karte.
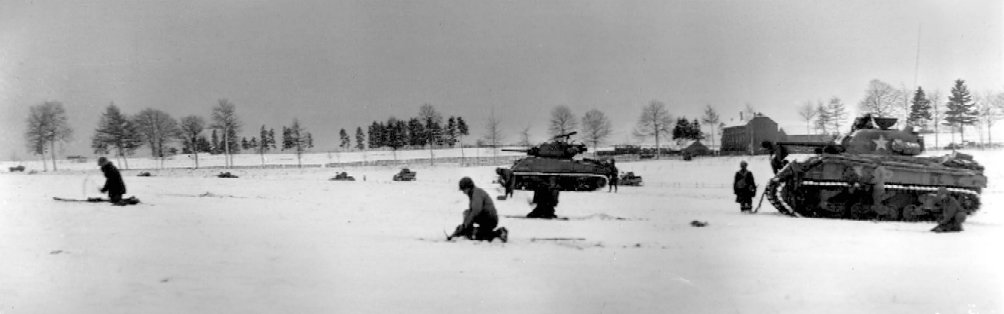
Angehörige der 44th Armored Infantry und Panzer in der Umgebung von Bastogne am 31. Dezember 1944
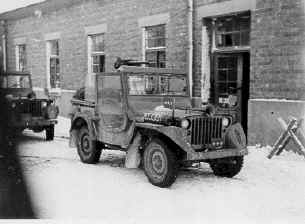
General Pattons Jeep in Bastogne am 1. Januar 1945
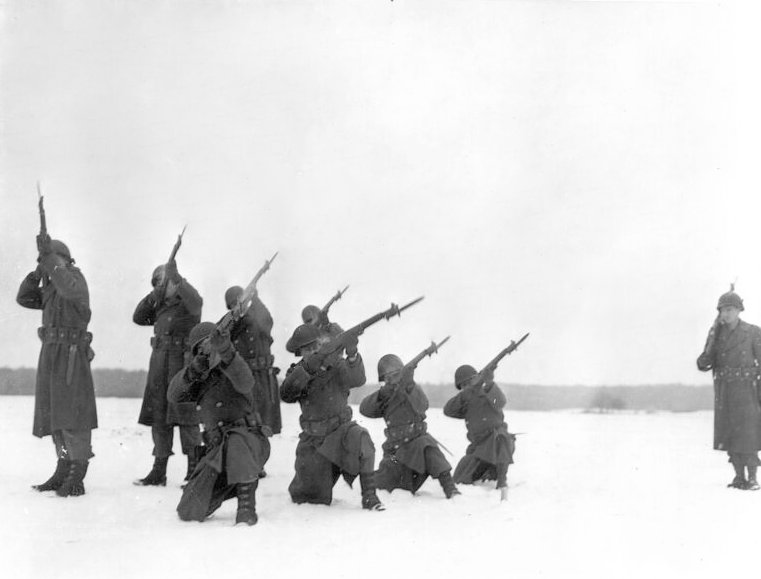
Angehörige des 9th Engineer Battalion bei einer Beerdigung gefallener Kameraden am 22. Januar 1945.
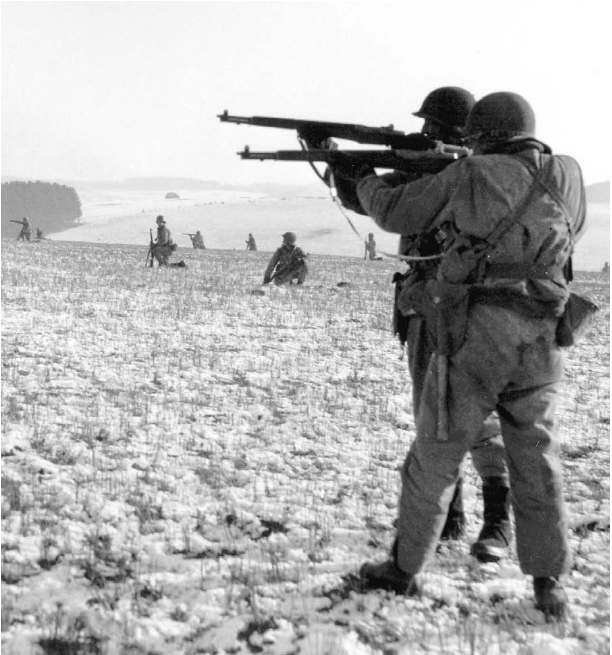
Infanterie der Entsatztruppen in der Umgebung von Bastogne im Dezember 1944.